# Saint-Victoret
Saint-Victoret – miejscowość i gmina we Francji, w regionie Prowansja-Alpy-Lazurowe Wybrzeże, w departamencie Delta Rodanu.
Według danych na rok 1990 gminę zamieszkiwało 6047 osób, a gęstość zaludnienia wynosiła 1278 osób/km² (wśród 963 gmin regionu Prowansja-Alpy-W. Lazurowe Saint-Victoret plasuje się na 112. miejscu pod względem liczby ludności, natomiast pod względem powierzchni na miejscu 804.).